# مسارح على الطراز المصري

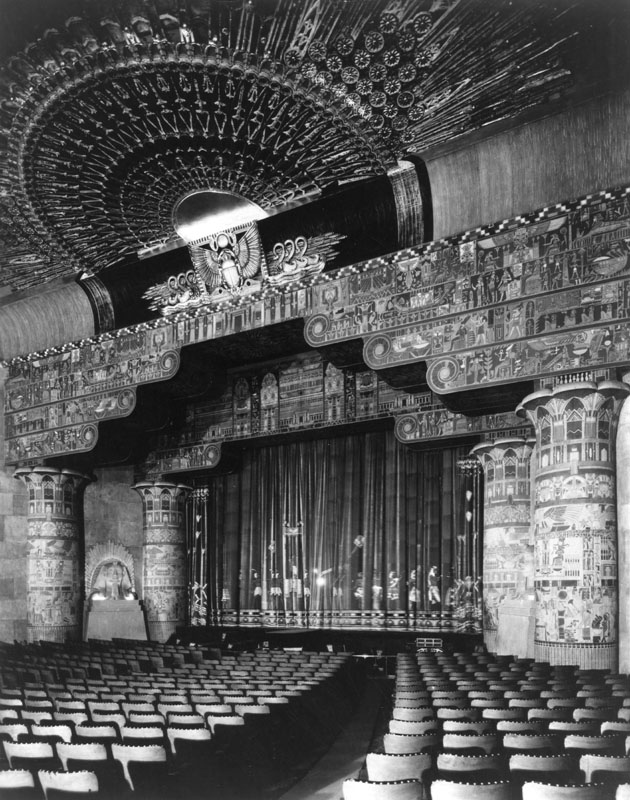
مسرح غرومان المصري، 1922

تعتمد المسارح ذات الطراز المصري على عناصر التصميم التقليدية والتاريخية لمصر القديمة.

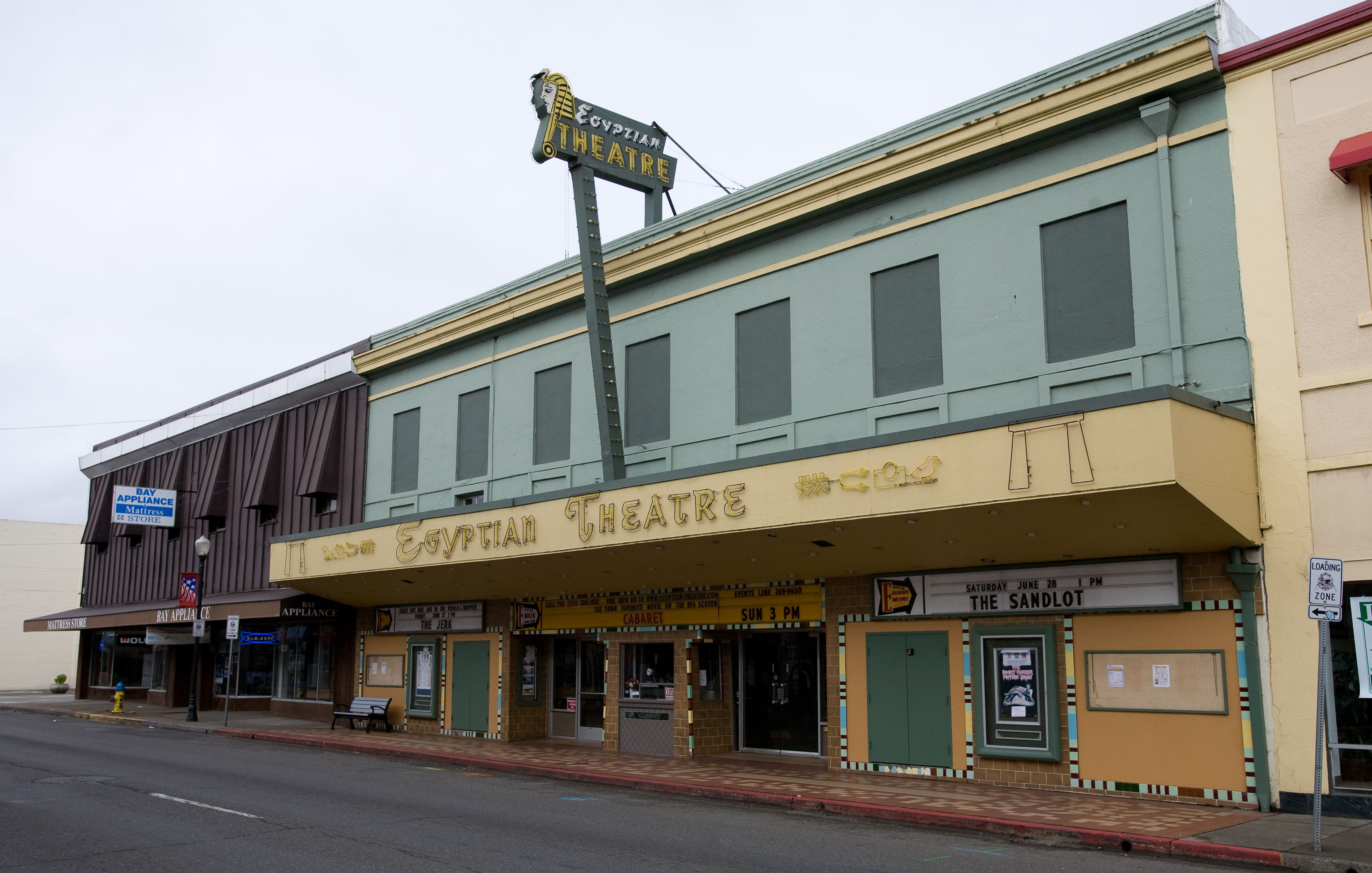
المسرح المصري (كوس باي، أوريغن)

كان أول مسرح مصري تم تشييده في الولايات المتحدة - والذي ألهم العديد من المسارح ذات الأسماء المماثلة التي تلته - هو مسرح غرومان المصري في هوليوود، كاليفورنيا. لعدة سنوات، حاول مطور هوليوود تشارلز إي توبيرمان إقناع سيد غرومان بالتمركز في هوليوود. وخلال اجتماع، أخبر سيد السيد توبيرمان عن رغبته في بناء مسرح من تصميم مصري. ثم قام السيد توبيرمان بتأمين قطعة من الممتلكات في هوليوود بوليفارد، شرق مكادن بليس. تم التعاقد مع شركة ماير وهولر المعمارية لتصميم المسرح. كانت النتيجة مسرح غرومان المصري بمقاعد 1770. كان الاقتراب من المسرح من خلال فناء بأسلوب مزخرف يستحضر مصر القديمة، بينما في الداخل، كان المسرح محاطًا بأعمدة منحوتة ونماذج لأبو الهول.

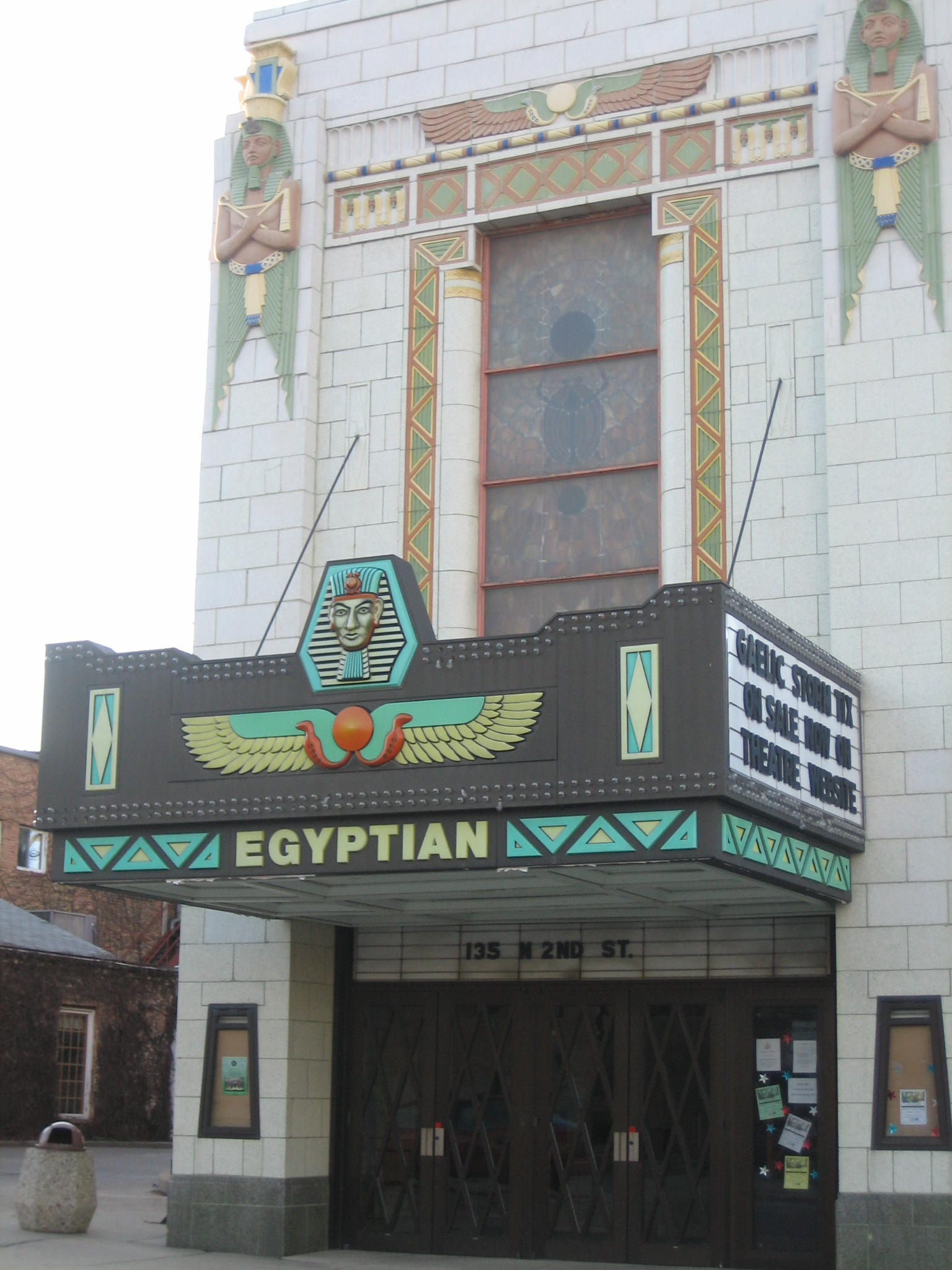
المسرح المصري (ديكالب، إلينوي). السجل الوطني للأماكن التاريخية.

تم افتتاح المسرح في 19 أكتوبر 1922 بالعرض الأول الكبير لفيلم روبن هود بطولة دوغلاس فيربانكس. في مقال نُشر عام 1983 في مجلة مجلة هوليوود ستوديو، كتب مايك هيوز عن المصري: «أحد الناجين من الانحلال الذي يميز للأسف شارع هوليوود بوليفارد اليوم، يذكرنا المصري بالسحر الذي جعل البوليفارد مشهورًا. جهود مواطنين مثل بروس تورينس، مؤلف هوليوود: المائة عام الأولى وحفيد السيد تشارلز توبيرمان، الذي بنى المسرح المصري، هوليوود بوليفارد العام الماضي ستظهر مرة أخرى في يوم عظيم في المستقبل. وعندما يحدث ذلك، فإن المسرح المصري، جوهرة، ستكون هناك لتبشر بالعصر الجديد لمدينة السينما.» كان فنانون متحدون آخر مالك للمسرح المصري قبل إغلاقه في عام 1992. اشترت أمريكان سينماتك المسرح من المدينة مقابل دولار واحد مع الحكم «بأن هذا المعلم التاريخي سيعاد إلى عظمته الأصلية وإعادة افتتاحه كمسرح سينمائي يعرض البرامج العامة الشهيرة للمنظمة.»

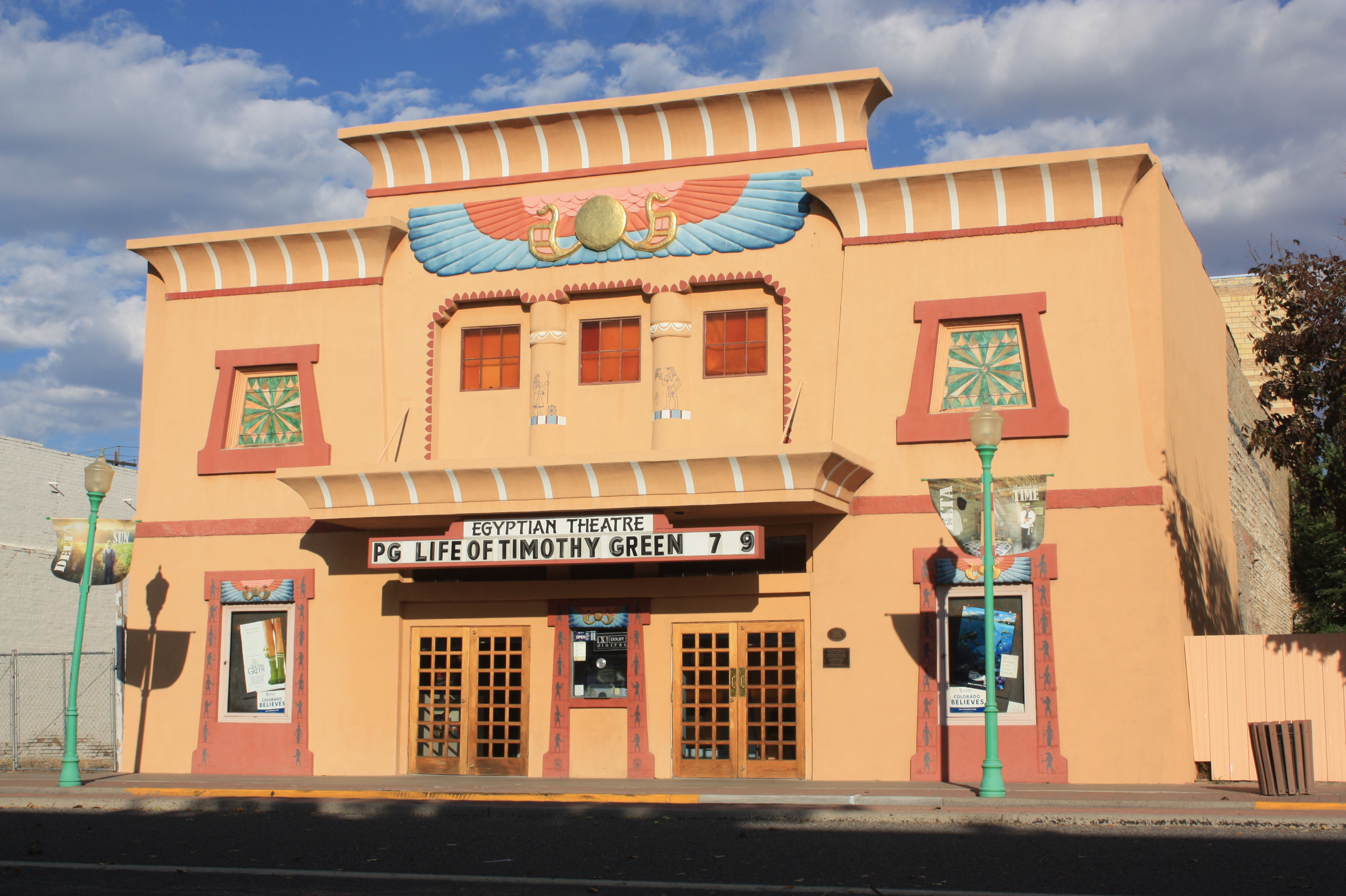
المسرح المصري (دلتا، كولورادو)

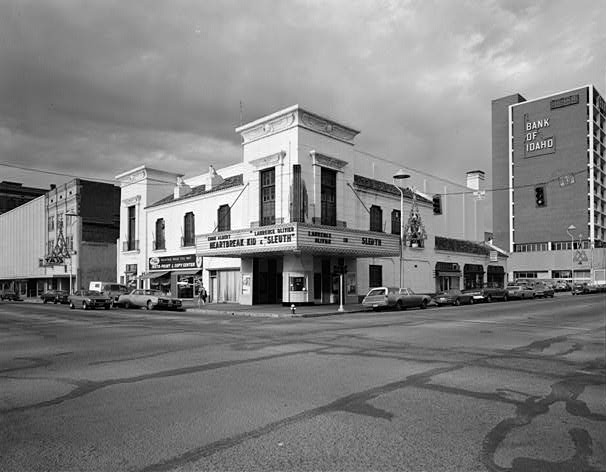
المسرح المصري (بويسي، أيداهو)

تم افتتاح مسرح إلدورادو الواقع في مدينة ملاهي إلدورادو، ويهاوكين، نيوجيرسي في عام 1891 وعرض «مصر عبر القرون» كل مساء. أصدر مؤسسو الحديقة، شركة تسلية ومعرض باليسايدس، كتابًا بعنوان «مصر عبر القرون» عام 1892.

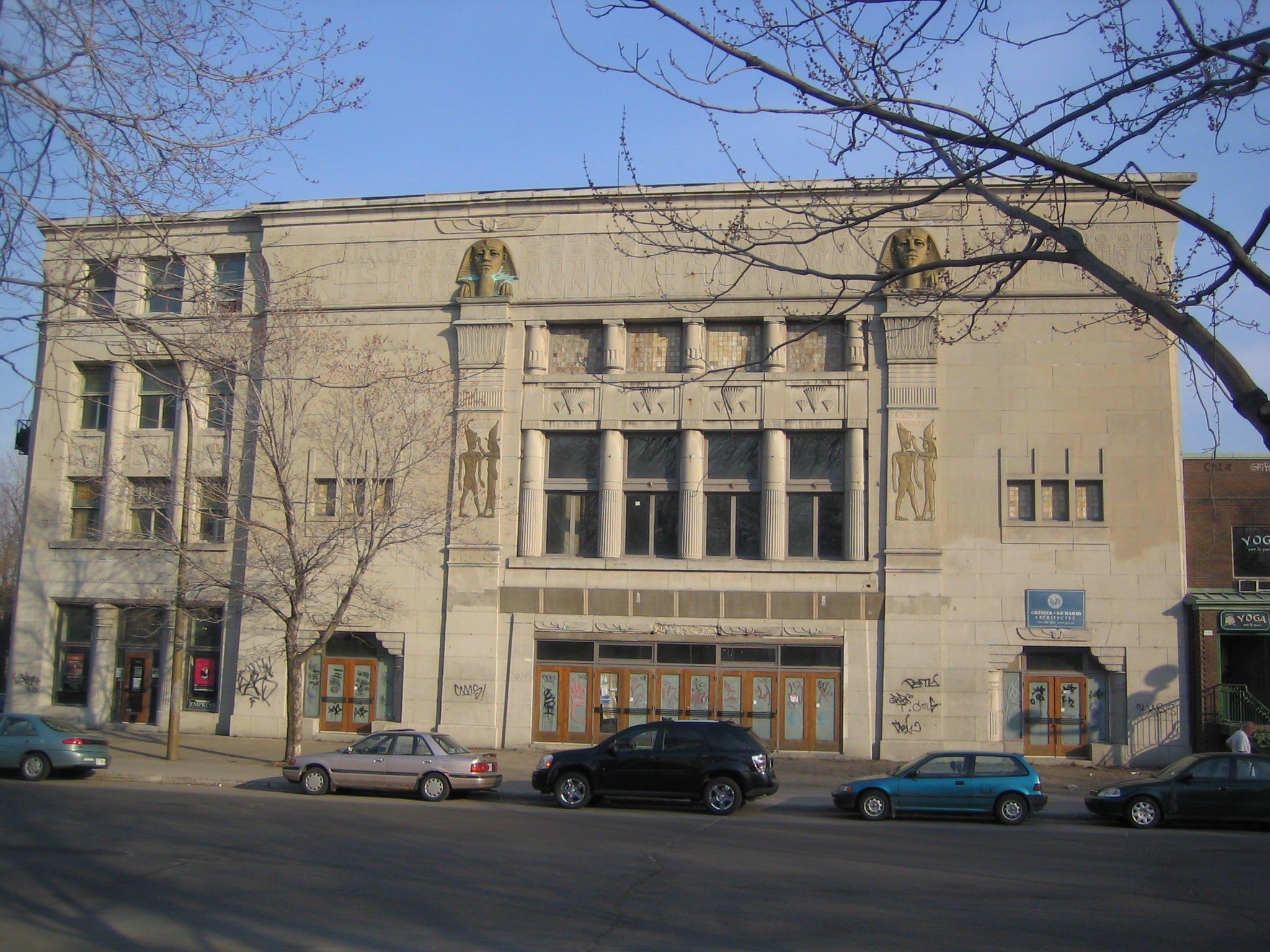
مسرح الإمبراطورة (مونتريال)، كيبك، كندا

كانت العديد من المسارح الأخرى التي نسخت مسرح غرومان المصري جزءًا من موجة إحياء العمارة المصرية التي حدثت بعد اكتشاف هوارد كارتر في نوفمبر 1922 لمقبرة الملك توت عنخ آمون.

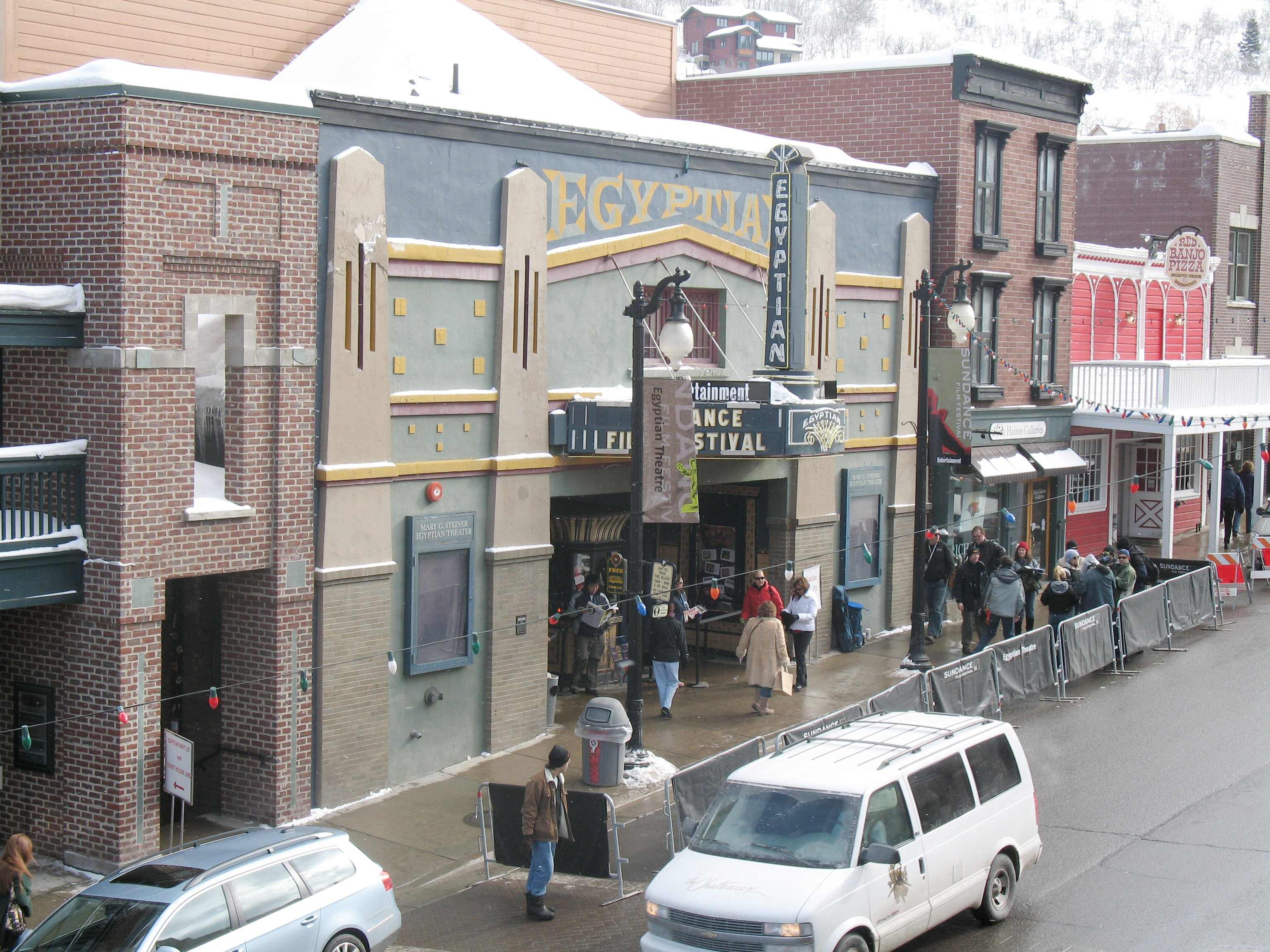
مسرح ماري ج. شتاينر المصري

على عكس المسارح العديدة التي تلت ذلك، تم تصميم مسرح غرومان المصري وبنائه وتسميته وافتتاحه قبل اكتشاف قبر الملك توت عام 1922. وصل خبر اكتشاف المقبرة إلى الولايات المتحدة بعد أسابيع قليلة من افتتاح المسرح.

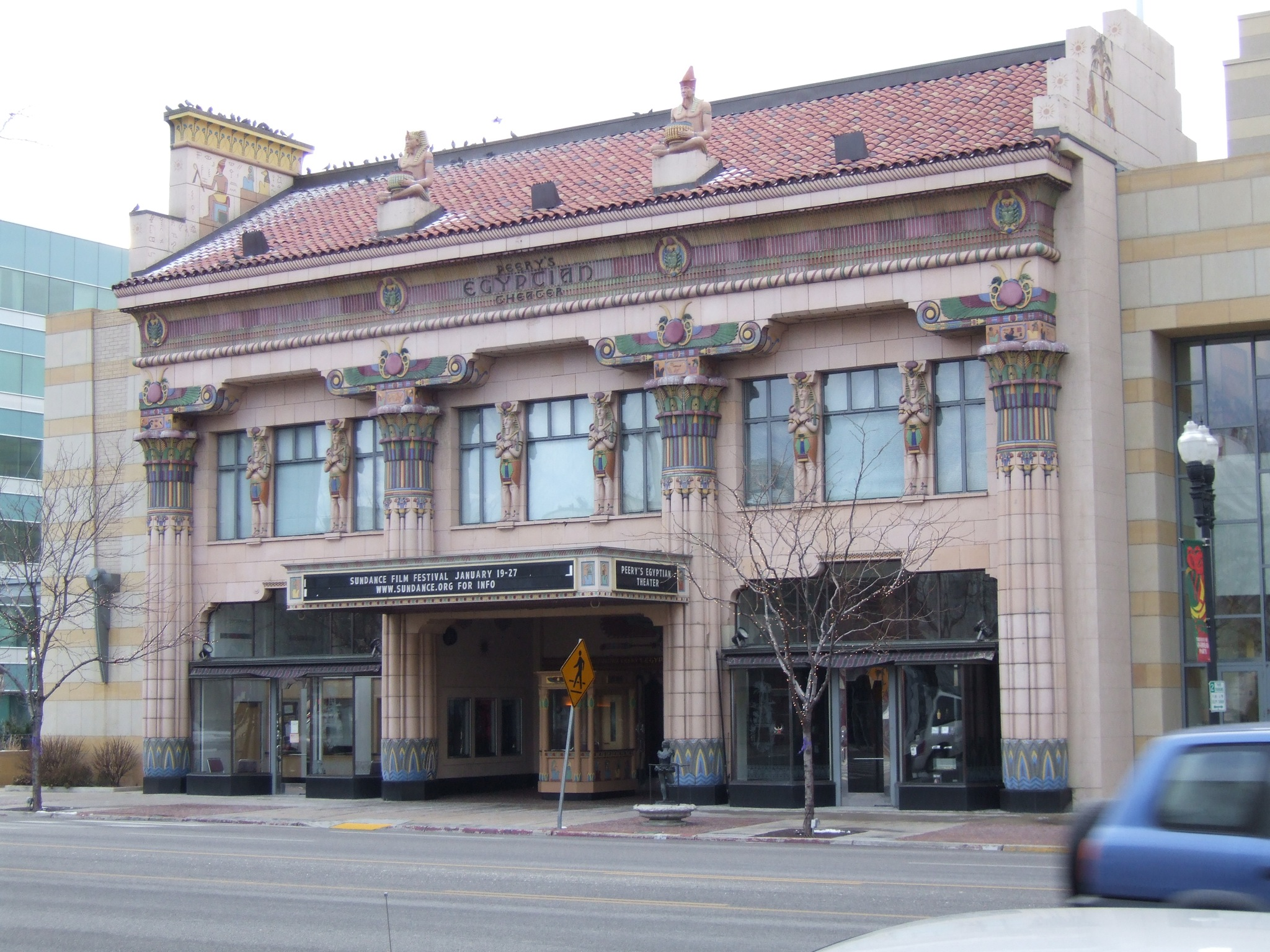
مسرح بيري المصري

في أوائل القرن العشرين، تشير التقديرات إلى أنه تم تشييد ما يصل إلى 100 نوع من أنواع المسارح هذه في جميع أنحاء الولايات المتحدة. لم يعد الكثير منهم موجودًا، ولكن لا يزال هناك العديد من الأمثلة الرائعة لهذا الأسلوب قيد الاستخدام حتى اليوم. استوديوهات كونراد شميت شميت دورًا كبيرًا في ترميم مسارح الغلاف الجوي هذه، بما في ذلك المسارح المصرية في بارك سيتي، يوتا، أوغدن، يوتا، بويز، أيداهو، دلتا، كولورادو، ديكالب، إلينوي.

## المسارح بهذا النمط
مرتبة حسب تاريخ أول افتتاح.
- مسرح غرومان المصري، هوليوود، كاليفورنيا، 1922 - نشط
- مسرح بوش المصري، سان دييغو، كاليفورنيا، 1923 - هدم 2003
- مسرح بيري المصري، أوغدن، يوتا، 1924 - نشط
- المسرح المصري (كوس باي، أوريغن)، 1925 - نشط
- مسرح ماري ج. شتاينر المصري، بارك سيتي، يوتا، 1926 - نشط
- مسرح بالا، بالا سينويد، بنسلفانيا، 1926 - مغلق 2014
- مركز الكابيتول للفنون، كونكورد، نيو هامبشاير، 1927 - نشط
- المسرح المصري (بويسي، أيداهو)، 1927 - نشط
- مسرح الإمبراطورة (مونتريال)، كيبك، كندا، 1927 - تم إغلاقه عام 1992
- المسرح المصري (دلتا، كولورادو) 1928 - نشط
- المسرح المصري (ديكالب، إلينوي)، 1929 - نشط
- مسرح مور المصري، سياتل، واشنطن، 1975 - 1980
- سينما SIFF المصرية (المسرح المصري قبل 2014)، سياتل، واشنطن، 1981 - نشط